# Zigula-Zaramo (G.30) jezici
Zigula-Zaramo (G.30) jezici, podkupina od  (11) nigersko-kongoanskih jezika koji pripadaju centralnoj bantu skupini u zoni G, a govore se na podrućjima država Tanzanija i Somalija. Predstavnici su: 
- doe ili dohe, kidoe [doe], 24.000 (1987);
- kami ili kikami [kcu], 16,400 (2000);
- kutu ili khutu [kdc], 45.000 (1987);
- kwere ili kakwere, kikwere, [cwe], 98.000 (1987);
- luguru ili guru [ruf], 692.000 (Johnstone and Mandryk 2001);
- mushungulu ili kimushungulu [xma], 23.000 (2006) (Somalija);
- ngulu ili geja [ngp], 132.000 (1987);
- sagala [sbm], 79.000 (1987);
- vidunda ili ndunda [vid], 32,000 (1987);
- zaramo ili dzalamo [zaj], nekoliko govornika od 656.730 etničkih (2000)
- zigula [ziw], 355.000 (Johnstone 1993).

## Vanjske poveznice
- Ethnologue (14th)
- Ethnologue (15th)